# حفل توزيع جوائز الأوسكار الحادي والخمسون
حفل توزيع جوائز الأوسكار الحادي والخمسون (بالإنجليزية: 51st Academy Awards)‏ هو حدث نظمته أكاديمية فنون وعلوم الصور المتحركة لتكريم أفضل الأفلام لسنة 1978. أقيم الحفل بتاريخ 9 أبريل، 1979 في جناح دوروثي تشاندلر، لوس أنجلوس. قامت شبكة هيئة الإذاعة الأمريكية ببثّ الحفل، وقدّمه جوني كارسون. في هذه الدورة، فاز فيلم صائد الغزلان بجائزة أفضل فيلم، وحاز الممثّل جون فويت على جائزة أفضل ممثّل، ونالت الممثلة جين فوندا جائزة أفضل ممثّلةٍ، وكانت جائزة الأوسكار لأفضل مخرج من نصيب المخرج مايكل تشيمينو.
أكثر الأفلام ترشيحاً للحصول على جوائز كان فيلم صائد الغزلان والسماء بإمكانها الانتظار حيث تلقّى 9 ترشيحات، بينما أكثرها فوزاً كان فيلم صائد الغزلان حيث فاز بـ 5 جوائز.

## الجوائز
- جائزة أفضل فيلم:

صائد الغزلان
- جائزة أفضل مخرج:

مايكل تشيمينو
- جائزة أفضل ممثّل:

جون فويت
- جائزة أفضل ممثّلة:

جين فوندا
- جائزة أفضل ممثّل مساعد:

كريستوفر واكن
- جائزة أفضل ممثّلة مساعدة:

ماجي سميث
- جائزة أفضل سيناريو مقتبس:

قطار منتصف الليل - أوليفر ستون
- جائزة أفضل موسيقى تصويريّة:

قصة بدي هولي وقطار منتصف الليل
- جائزة أفضل تأثيرات بصريّة:

سوبرمان
- جائزة أفضل خلط أصوات:

صائد الغزلان

## وصلات خارجية
- حفل توزيع جوائز الأوسكار الحادي والخمسون على موقع IMDb (الإنجليزية)
- حفل توزيع جوائز الأوسكار الحادي والخمسون على موقع ميوزك برينز (الإنجليزية)
- الموقع الرسمي لجوائز الأكاديمية.
- الموقع الرسمي لأكاديمية فنون وعلوم الصور المتحركة.
- قناة جوائز الأوسكار على موقع يوتيوب (تُديره أكاديمية فنون وعلوم الصور المتحركة).
- مقتطفات فيديو من أكاديمية فنون وعلوم الصور المتحركة.